# 上杉義長
上杉 義長（うえすぎ よしなが）は、江戸時代中期から後期にかけての高家旗本。

## 略歴
安永2年（1773年）、上杉義寿の長男として誕生した。天明4年（1784年）12月26日、父の死去により家督を相続する。寛政3年（1791年）10月15日、10代将軍・徳川家治に拝謁する。
文化6年（1809年）4月24日、高家職に就き、従五位下・侍従、中務大輔に叙位・任官する。文化11年（1814年）3月19日、辞職。文政7年（1824年）11月27日、隠居、子の義達に家督を譲る。隠居後、総山と号する。